# Platycheirus peltatus
Platycheirus peltatus là một loài ruồi trong họ Ruồi giả ong (Syrphidae). Loài này được Meigen mô tả khoa học đầu tiên năm 1822. Platycheirus peltatus phân bố ở vùng Cổ Bắc giới

## Hình ảnh

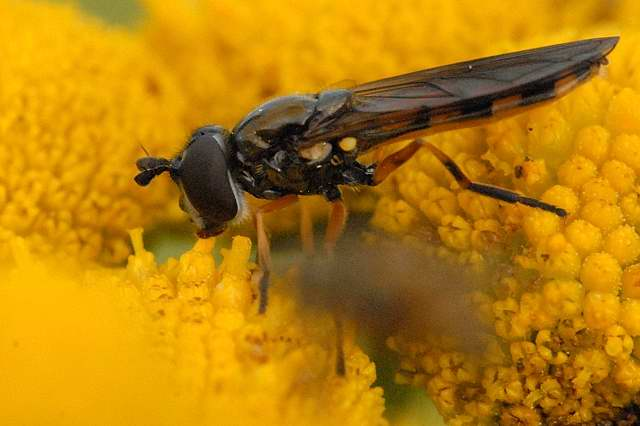
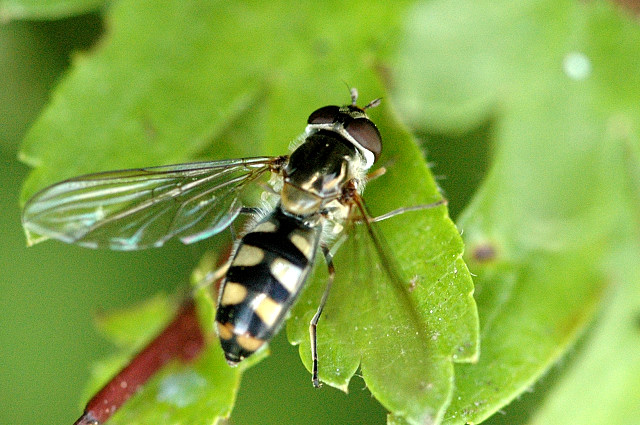